# 島田弥栄
島田 弥栄（しまだ やさか、1978年2月6日‐）は、元女性アナウンサー。

## 人物
- 東京都出身。
- 2000年アナウンサーとしてラジオ福島入社。
- 既婚で3児の母親　ラジオ福島ホームページでは育児日記を開設していた。
- 2012年ラジオ福島退社。

## 過去の担当番組
- 島田弥栄　夕焼けにタッチ　（木・金曜日）
- 子育て応援団ままどおる倶楽部
- ハートフルトーク鳥居をくぐれば
- グリーンメロディー